# Rhinocricus elberti
Rhinocricus elberti är en mångfotingart som beskrevs av Carl 1912. Rhinocricus elberti ingår i släktet Rhinocricus och familjen Rhinocricidae. Inga underarter finns listade i Catalogue of Life.